# Loonee Tunes!
Loonee Tunes! är det andra studioalbumet med den brittiska skagruppen Bad Manners. Albumet utgavs 1980 av skivbolaget Magnet Records och klättrade till nummer 36 på UK Albums Chart. Albumet återutgavs på CD 2010 med två bonusspår.

## Låtlista
- Alla låtar skrivna av Bad Manners om inget annat anges.

Sida 1
1. "Echo 4-2" (Laurie Johnson) – 2:43
2. "Just a Feeling" – 3:13
3. "El Pussycat" (Roland Alphonso) – 2:30
4. "Doris" – 2:48
5. "Spy-I" – 4:05
6. "Tequila" (The Champs) – 2:12

Sida 2
1. "Lorraine" – 3:15
2. "Echo Gone Wrong" – 4:21
3. "Suicide" – 3:04
4. "The Undersea Adventures of Ivor The Engine" – 2:25
5. "Back in '60" – 2:34
6. "Just Pretendin'" – 3:05

2010 Bonusspår
1. "Lorraine (Extended Version)" – 6:20
2. "Here Comes The Major (New Version)" – 3:23

## Medverkande
- Buster Bloodvessel – sång
- Louis 'Alphonso' Cook – gitarr
- David Farren – basgitarr
- Martin Stewart – keyboard
- Chris Kane – saxofon
- Andrew Marson – saxofon
- Paul "Gus" Hyman – trumpet
- Winston Bazoomies – munspel, sång
- Brian Tuitt – trummor